# Forêt classée de Togodo
La forêt classée de Togodo (FCT) fait partie des 83 aires protégées du Togo mises en place par l'administration togolaise dans les années 1930 à 1980 conformément à la vision et la politique des gouvernements de l'époque. Communément appelé complexe forestier de Togodo, elle est composée du parc national de Togodo Sud et de la réserve de Togodo Nord.

## Localisation
La forêt classée de Togodo couvre une partie du Sud-Est de la préfecture de Haho et celle du Nord-Est de la préfecture de Yoto. Située entre 6°23’ et 7° de latitude Nord et 1°23’ et 1°34 de longitude Est, ce complexe forestier est positionné à 26 kilomètres de Tabligbo et à plus de 70 kilomètres de Notsé. La forêt classée de Togodo est partagée entre les zones écologiques III et V.

## Situation administrative et juridique
Comme son nom l'indique, le complexe forestier de Togodo  est  constitué de  deux  réserves forestières. Avec une superficie totale de 25 500 ha, la FCT est partagée en parc national de Togodo Sud (15 000 ha) et en réserve de Togodo Nord (10 500 ha). Les réalités administratives et juridiques varient d'une entité à une autre. La réserve de Togodo Nord a été classée par arrêté no 174/EF du 26 février 1954 pour une superficie initiale de 13 000 ha. Après quelques années, elle s'est vu requalifiée pour une superficie de 10 500 ha selon l’arrêté no 005/MERF/CAB du 2 février, avec le statut de zone de gestion des ressources naturelles.
Située dans une zone caractérisée par une mosaïque de forêts de savane humide entièrement dégradées, cette réserve est composée de forêts claires, de savanes boisées et arbustives et de galeries forestières. Enrichie par les essences forestières à savoir : les combrétacées, bombacées, moracées, sterculiacées, césalpiniacées et anacardiacées, elle a pour objectif d’assurer la productivité du cheptel sauvage afin de promouvoir les activités cynégétiques.
Le parc national de Togodo Sud (PNTS), bien qu'il fasse partie intégrante du complexe forestier, présente des réalités bien différentes.
Le PNTS a été créée par l’arrêté no 354/EF du 4 juillet 1952 comme une forêt classée et reconnu plus tard comme réserve de faune sous le nom de « réserve de faune de Togodo Sud ».  Avec une superficie initiale de 18 000 ha, elle a été requalifiée par l’arrêté no 004/MERF/CAB du 2 février 2005, pour une superficie de 15 000 ha, avec un statut de « parc national ». L'objectif de la création de ce parc est de  protéger les forêts reliques de l’aire protégée à des fins spirituelles, scientifiques, éducatives, récréatives et touristiques, perpétuer, dans les conditions naturelles, les éléments écologiques, géomorphologiques, sacrés et esthétiques et garantir une stabilité et une diversité économique locale.

## Climat
Le FCT jouit d’un climat subéquatorial, avec une grande saison des pluies de mars à juillet et une petite saison des pluies de septembre à novembre. Ces deux saisons de pluies sont entrecoupées par une grande et une petite saison sèche. Ceci explique la courbe pluviométrique bimodale de cette zone. La pluviométrie moyenne annuelle varie de 1 000 à 1 200 mm et la température moyenne annuelle avoisine 27 °C.

## Relief et hydrographie
Le complexe forestier de Togodo repose  sur une large plaine faiblement ondulée où l’altitude varie de 10 à 50 m. Vers le nord de la réserve apparaissent les affleurements de migmatites. Cependant le reste de l’aire protégée est occupé par des gneiss et des micaschistes dont la décomposition donne des sols argileux avec des surfaces sableuses.
La forêt classée de Togodo fait partie du bassin du Mono et est traversée par les affluents de la rive droite.

## Faune, flore et aménagement
Le complexe forestier de Togodo se trouve dans une zone caractérisée par une mosaïque de forêts de savane humide complètement dégradées. La FCT est dotée d'une végétation hydrophile floristiquement très riche avec un cortège de 210 espèces dont par exemple Echinochlea pyramidalis, Salvinia numphellula, Ceratophyllum demersum, Ipomoea aquatica, Leersia Hexandra, Ludwigia adscendens, Pistia stratiotes, Acroceras amplectens, Mitragyna inermis, Andropogon gayanus, Paspalum orbiculare, Scoparia dulcis. Vu son caractère humide, ce complexe forestier est classé site Ramsar.
En 2017, le ministère de l'environnement et des ressources forestières dote le complexe forestier de Togodo de plan d'aménagement pour une meilleure gestion durable et participative.

## Activités touristiques
La FCT constitue un site non négligeable pour contempler la nature. Les associations villageoises et les  guides locaux sont en place et accompagnent les touristes dans la découverte des diverses formations végétales de la forêt.